# Ponoć u vrtu Dobra i Zla (1997.)
Ponoć u vrtu dobra i zla (eng. Midnight in the Garden of Good and Evil) je američka drama iz 1997. godine koju je režirao Clint Eastwood. Film je adaptacija istoimenog romana autora Johna Berendta čija se radnja temelji na stvarnim događajima iz 80-tih godina prošloga stoljeća. Glavne uloge u filmu su ostvarili Kevin Spacey kao Jim Williams i John Cusack kao John Kelso.
Za potrebe filmske adaptacije napravljeno je nekoliko izmjena u odnosu na knjigu. Mnogi živopisni likovi iz knjige su eliminirani ili su im same uloge drastično smanjene. Novinar kojeg tumači John Cusack temeljen je na autoru romana Berendtu, ali za razliku od knjige on u filmu upoznaje i buduću djevojku koju tumači Eastwoodova kćerka Alison. Nekoliko suđenja Williamsu koja su opisana u knjizi u filmu su zbijena u jedno. Odvjetnik iz pravog života Jima Williamsa, Sonny Seiler, pojavljuje se u filmu u ulozi suca Whitea. 
Marketinška kampanja za film postala je predmetom kontroverze nakon što je studio Warner Bros. upotrijebio elemente slavne fotografije autora Jacka Leigha za filmski plakat bez njegovog odobrenja.

## Glumačka postava
- Kevin Spacey kao Jim Williams
- John Cusack kao John Kelso
- Jack Thompson kao Sonny Seiler
- Irma P. Hall kao Minerva
- Jude Law kao Billy Hanson
- Alison Eastwood kao Mandy Nicholls
- Paul Hipp kao Joe Odom
- The Lady Chablis kao Chablis Deveau
- Kim Hunter kao Betty Harty
- Geoffrey Lewis kao Luther Driggers
- Bob Gunton kao Finley Largent
- Richard Herd kao Henry Skerridge
- Leon Rippy kao Detctive Boone

## Produkcija
Snimanje filma započelo je u proljeće 1997. godine u gradu Savannah, država Georgia. U filmu se u cameo ulozi pojavljuje Uga V, engleska buldog maskota Sveučilišta u Georgiji i to kao njegov otac Uga IV. 

## Kritike
Film je primljen uz pomiješane kritike filmskih kritičara, a na popularnoj Internet stranici Rotten Tomatoes film ima 47% pozitivnih ocjena. Kevin Spacey dobio je najviše hvalospjeva za svoj portret Williamsa. Sam film razočarao je box-office rezultatom. 

## Vanjske poveznice
- Ponoć u vrtu dobra i zla u internetskoj bazi filmova IMDb-a
- Ponoć u vrtu dobra i zla na Rotten Tomatoes
- Ponoć u vrtu dobra i zla na Box Office Mojo